# Tajahuerce
Tajahuerce – gmina w Hiszpanii, w prowincji Soria, w Kastylii i León, o powierzchni 20,87 km². W 2011 roku gmina liczyła 31 mieszkańców.